# Spiraea hailarensis
Spiraea hailarensis är en rosväxtart som beskrevs av Tcheng Ngo Liou. Spiraea hailarensis ingår i släktet spireor, och familjen rosväxter. Inga underarter finns listade i Catalogue of Life.